# My Reincarnation
My Reincarnation is een episch filmdrama uit 2010 onder regie van de Amerikaanse regisseur Jennifer Fox. Fox begon aan de documentairefilm in 1988 en voltooide hem in 2009. Ze schoot hiervoor filmmateriaal in meer dan zeventien landen.
De film werd uiteindelijk uitgebracht als een gezamenlijke productie van de Nederlandse Boeddhistische Omroep Stichting, de Duitse Lichtblick Film, de Zwitserse Ventura Film, de Italiaanse Vivo Film en Zohe Film Productions, het productiebedrijf van regisseur Jennifer Fox.
De productie ging in première in 2010 en werd op verschillende filmfestivals vertoond, waaronder op het International Documentary Filmfestival Amsterdam, het Hot Docs Canadian International Documentary Festival, het International Leipzig Festival for Documentary and Animated Film, het Krakow Film Festival, het New Zealand Film Festival en het Popoli Film Festival.

## Verhaal
De documentairefilm vertelt het verhaal van de Tibetaans geestelijke en hoogleraar Namkhai Norbu en diens zoon Yeshi Namkhai.
Norbu is een Chögyal Rinpoche en daarmee een tulku, ofwel een gereïncarneerd lama. De Tibetaanse diaspora bracht hem naar Italië, na uitnodiging daartoe van professor Giuseppe Tucci. Hij is een meester in de Dzogchen en een van de laatste Tibetaanse geestelijken die de training in deze Tibetaanse boeddhistische meditatiepraktijk nog in Tibet leerde.
Norbu's oudste zoon, Yeshi Namkhai, werd na diens geboorte erkend als de reïncarnatie van de oom en meester van zijn vader, zodat zijn leven ook het tulkuschap voorbestemd leek. Yeshi heeft echter een compliceerde relatie met zijn vader en kiest voor een carrière in het bedrijfsleven. De documentaire bestrijkt zijn leven vanaf zijn achttiende tot aan zijn achtendertigste, en hoe langer hoe meer wordt hij er toch toe aangetrokken de culturele erfenis voort te zetten, zoals zijn voorouders voor hem dit al in het verleden deden.

## Rolverdeling
| Acteur                 | Personage | Opmerkingen     |
| ---------------------- | --------- | --------------- |
| Chögyal Namkhai Norbu  | vader     | speelt zichzelf |
| Khyentse Yeshi Namkhai | zoon      | speelt zichzelf |

## Prijzen en nominaties
| jaar        | prijs              | categorie    | genomineerde(n) | uitslag  |
| ----------- | ------------------ | ------------ | --------------- | -------- |
| Herfst 2010 | Golden Eagle Award | Documentaire | -               | gewonnen |